# Uscana espinae
Uscana espinae är en stekelart som beskrevs av Pintureau och Gerding 1999. Uscana espinae ingår i släktet Uscana och familjen hårstrimsteklar. Inga underarter finns listade i Catalogue of Life.